# Kranjska lilija
Kranjska lilija ali zlato jabolko (znanstveno ime Lilium carniolicum) je cvetlica iz družine lilijevk, ki je ime dobila po deželi Kranjski.
Ta vrsta raste na apnenčasti podlagi na travnikih, gozdnih robovih in v svetlih gozdovih ter na meliščih in peščenih nasipih. 
Ima oranžne ali temno rumene cvetne liste zavihane nazaj, po čemer se razlikuje od večine svojih sorodnic.
Podolgovati stebelni listi so nameščeni premenjalno. Rastejo le na steblu. Zgornja stran listov je na otip gladka, prisotne pa so vidne žile vzdolž lista. Medtem so na spodnji strani žil prisotne male dlačice, ki naredijo list na otip mehak. Široki so kakšen centimeter in pol, dolgi pa 5-3cm. Največji so na nižjem delu rastline, ter se zmanjšujejo proti vrhu. 
Steblo je na spodnjem delu rjavo-oranžkasto z svetlejšimi lisami, medtem ko pa je ostal del stebla svetlo zelen. Na vrhu se lahko razcepi in s tem podpira več cvetov. širok je okoli pol centimetra. 
Visoka je približno 30-40cm. 
Rastišče kranjske lilije sega od severovzhodne Italije do zahodne Bosne, najbolj pogosta pa je v Sloveniji, kjer jo najdemo od Alp preko Krasa, Notranjskega Snežnika in do Zasavja na vzhodu. 
Cveti od konca maja do sredine junija, kar pomeni tudi, da ne more odcveteti v času pred prvo spomladansko košnjo, kar je eden od razlogov za njeno ogroženost.  
vonj te cvetlice pa ni prijeten.
Od leta 1947 je kranjska lilija v Sloveniji zavarovana. Ogrožajo jo uničenje habitata (košnja, pozidavanje, posegi v naravo...), nabiranje zaradi lepih cvetov, zarast z invazivnimi rastlinami in podnebne spremembe. 